# Miguel Alcañiz

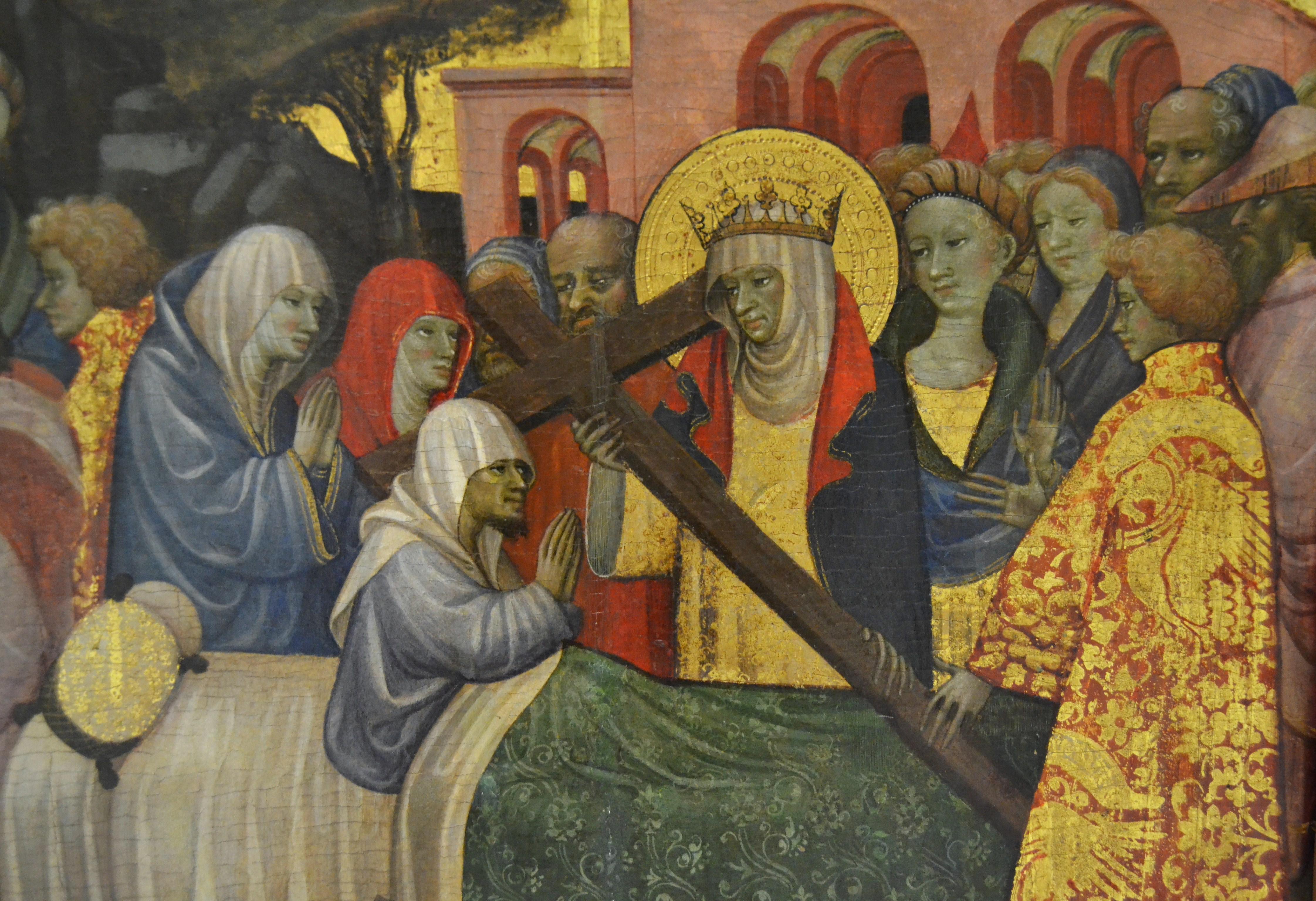
Altaarstuk van het Heilig Kruis, detail, Museo de Bellas Artes, Valencia

Miguel Alcañiz of Miquel Alcanyís was een Spaans kunstschilder die actief was in de eerste helft van de 15e eeuw (1408-1447). Hij schilderde in de stijl van de internationale gotiek.

## Biografie
Miguel Alcañiz was familie van Francesc Serra II en werkte mogelijk samen met Andreu Marçal de Sas, van wie hij de zogenaamde internationale stijl volgde.  In zijn beginperiode was hij sterk beïnvloed door Gherardo Starnina, wiens lyrische Florentijnse stijl duidelijk te zien is in een van de vroege werken van Miguel: Egidius de Eremiet, Christus die de duivel verslaat en de Zending van de apostelen, besteld door Vincente Gil voor een kapel in de San Juan del Hospital in Valencia, nu in het Metropolitan Museum of Art in New York. Een ander werk nu toegeschreven aan Miguel Alcañiz, de Nativiteit, nu bewaard in het Philadelphia Museum of Art, werd vroeger toegeschreven aan Andreu Marçal de Sas.
Miguel Alcañiz werd voor het eerst gedocumenteerd in Valencia in 1408. In 1415 was hij actief in Barcelona en in 1420 op Mallorca. Tussen 1421 en 1432 was hij terug in Valencia en van 1433 tot 1447 werkte hij terug op Mallorca.

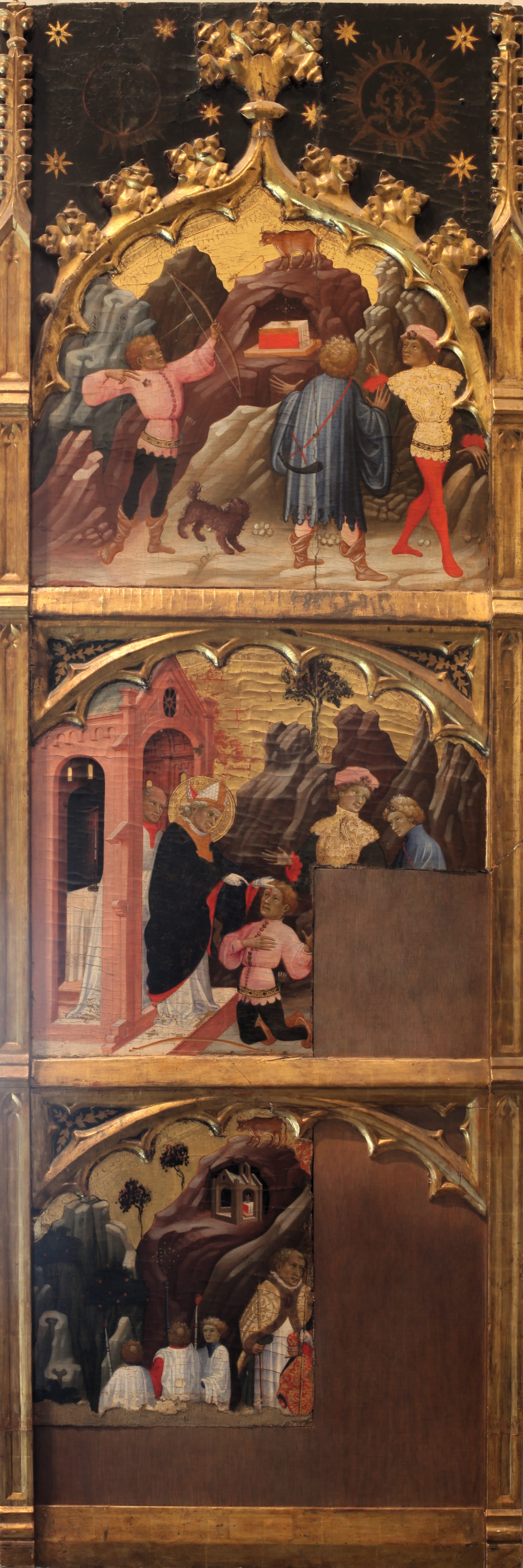
Zijpaneel van een Legende van Sint Michiel, ca. 1422, Musée des Beaux-Arts, Lyon

Hij schilderde omstreeks 1432 de muurschilderingen van de hoofdkapel van de kathedraal van Valencia die nu verloren zijn gegaan. Hij is ook de auteur van een altaarstuk met het Heilig Kruis, nu bewaard in het Museo de Bellas Artes de Valencia, en van de zijpanelen van een Legende van Sint Michiel (ca. 1422) gemaakt voor de stad Jérica, nu in het Musée des Beaux-Arts de Lyon. Die werken werden vroeger toegeschreven aan de Meester van Gil y Pujades, maar voor de Legende van Sint Michiel werd een geschreven opdracht aan Miquel Alcañiz uit 1421 teruggevonden.
In 1422 was hij mogelijk in Florence. Voor die periode wordt hij door een aantal kunsthistorici geïdentificeerd als de Meester van de Bambino Vispo (de meester van het levendige Kind), maar ook Gherardo Starnina wordt door een groot aantal experts geïdentificeerd met deze anonieme Italiaanse schilder.
Hij vestigde zich op Mallorca in 1434. De werken uit die periode werden vroeger toegeschreven aan  de Meester van Alcúdia, een anonieme schilder genoemd naar de panelen gemaakt voor de pastorie van Alcúdia omstreeks 1442. Hij schilderde er ook het retabel van de Mare de Déu de la Mercè voor het Monestir de la Concepció en de diptiek van de heilige Veronica die nu bewaard wordt in het Archeologisch Museum van Mallorca. Het tweede gedocumenteerde werk van Miguel zijn twee panelen uit een predella met de Dood van de Maagd en De heilige Thomas ontvangt de gordel van Maria. Ze behoorden bij het altaarstuk uit 1442 gemaakt voor de Parroquia de Sant Jaume in Alcudia.
- RKD-Nederlands Instituut voor Kunstgeschiedenis: 986
- Union List of Artist Names: 500121294
- Virtual International Authority File: 96576148